# Campionati mondiali juniores di bob 2011
I Campionati mondiali juniores di bob 2011, venticinquesima edizione della manifestazione organizzata dalla Federazione Internazionale di Bob e Skeleton, si sono disputati il 5 e il 6 febbraio 2011 a Park City, in Austria, sulla Utah Olympic Park Track, il tracciato sul quale si svolsero le competizioni del bob, dello slittino e dello skeleton ai Giochi di Salt Lake City 2002. La località sita nello stato dello Utah ha quindi ospitato le competizioni mondiali di categoria per la prima volta nel bob a due uomini, nel bob a quattro e nel bob a due donne.

## Risultati

### Bob a due uomini
La gara si è disputata il 5 febbraio 2011 nell'arco di due manches ed hanno preso parte alla competizione 16 compagini in rappresentanza di 8 differenti nazioni.
| Pos. | Atleti                                | Nazione  | Tempo   | Distacco |
| ---- | ------------------------------------- | -------- | ------- | -------- |
|      | Francesco Friedrich Marko Hübenbecker | Germania | 1:39.23 |          |
|      | Maximilian Arndt Martin Putze         | Germania | 1:39.34 | +0.11    |
|      | Oliver Harraß Roman-Mark Stoutjesdijk | Germania | 1:39.58 | +0.35    |
| 4    | Nikita Zacharov Sergej Prudnikov      | Russia   | 1:39.69 | +0.46    |
| 5    | Aleksej Stul'nev Il'vir Chuzin        | Russia   | 1:40.20 | +0.97    |
| ...  | ...                                   | ...      | ...     | ...      |

### Bob a due donne
La gara si è disputata il 6 febbraio 2011 nell'arco di due manches ed hanno preso parte alla competizione 9 compagini in rappresentanza di 6 differenti nazioni.
| Pos. | Atleti                                  | Nazione     | Tempo   | Distacco |
| ---- | --------------------------------------- | ----------- | ------- | -------- |
|      | Paula Walker Rebekah Wilson             | Regno Unito | 1:39.78 |          |
|      | Elana Meyers JennaBree Tollestrup-Brown | Stati Uniti | 1:40.38 | +0.60    |
|      | Stefanie Szczurek Franziska Bertels     | Germania    | 1:40.53 | +0.75    |
| 4    | Carolin Zenker Lisette Thöne            | Germania    | 1:40.58 | +0.80    |
| 5    | Heather Patterson Kate O'Brian          | Canada      | 1:41.79 | +2.01    |
| ...  | ...                                     | ...         | ...     | ...      |

### Bob a quattro
La gara si è disputata il 6 febbraio 2011 nell'arco di due manches ed hanno preso parte alla competizione 27 compagini in rappresentanza di 14 differenti nazioni.
| Pos. | Atleti                                                              | Nazione  | Tempo   | Distacco |
| ---- | ------------------------------------------------------------------- | -------- | ------- | -------- |
|      | Maximilian Arndt Jan Speer Alexander Rödiger Martin Putze           | Germania | 1:34.74 |          |
|      | Francesco Friedrich David Friedrich Jannis Bäcker Tino Paasche      | Germania | 1:35.39 | +0.65    |
|      | Nikita Zacharov Pëtr Moiseev Aleksej Kireev Sergej Prudnikov        | Russia   | 1:35.42 | +0.68    |
| 4    | Benjamin Schmid Gino Gerhardi Matthias Kagerhuber Marko Hübenbecker | Germania | 1:35.73 | +0.99    |
| 5    | Justin Kripps Derek Plug Timothy Randall Graeme Rinholm             | Canada   | 1:35.91 | +1.17    |
| ...  | ...                                                                 | ...      | ...     | ...      |

## Medagliere
| Posizione | Nazione     | Oro | Argento | Bronzo | Totale |
| --------- | ----------- | --- | ------- | ------ | ------ |
| 1         | Germania    | 2   | 2       | 2      | 6      |
| 2         | Regno Unito | 1   | 0       | 0      | 1      |
| 3         | Stati Uniti | 0   | 1       | 0      | 1      |
| 4         | Russia      | 0   | 0       | 1      | 1      |
| Totale    | Totale      | 3   | 3       | 3      | 9      |